# تاخرتینگ
تاخرتینگ (به آلمانی: Tacherting) یک شهر در آلمان است که در بایرن واقع شده‌است.

## خصوصیات
تاخرتینگ ۵۰٫۲۴ کیلومترمربع مساحت دارد ۴۷۳ متر بالاتر از سطح دریا واقع شده‌است.